# 2193 Jackson
2193 Jackson è un asteroide della fascia principale. Scoperto nel 1926, presenta un'orbita caratterizzata da un semiasse maggiore pari a 3,1070408 UA e da un'eccentricità di 0,0694601, inclinata di 11,67246° rispetto all'eclittica.
L'asteroide è dedicato all'astronomo sudafricano Cyril V. Jackson.